# Parameletus croesus
Parameletus croesus är en dagsländeart som först beskrevs av Mcdunnough 1923.  Parameletus croesus ingår i släktet Parameletus och familjen simdagsländor. Inga underarter finns listade i Catalogue of Life.